# Список компаний, котирующихся на Монгольской фондовой бирже

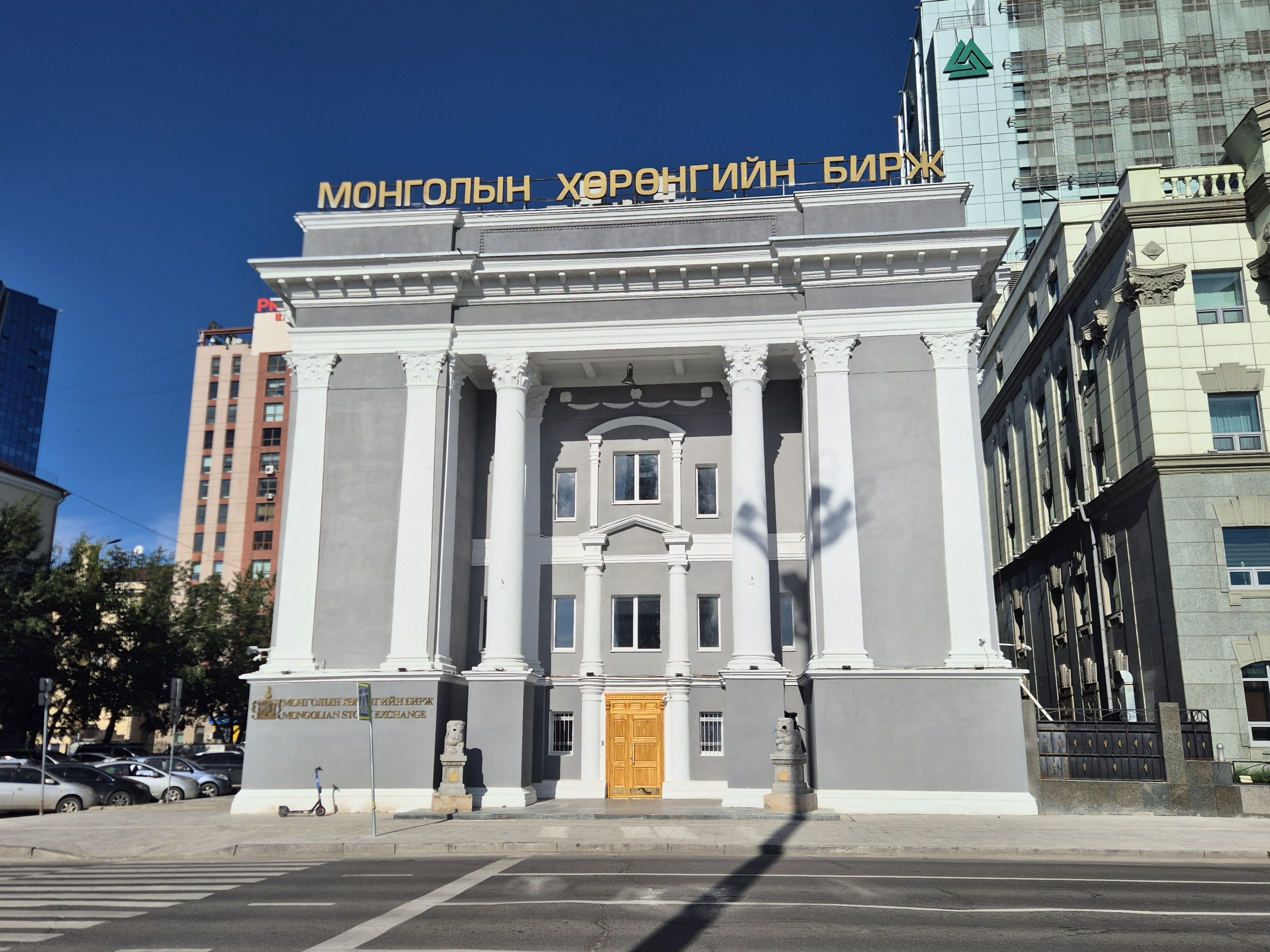
Здание Монгольской фондовой биржи в Улан-Баторе

Это список компаний, котирующихся на монгольской фондовой бирже, названных по-английски и монгольски, указаны склад, коды, промышленность, как это отражено на официальном сайте биржи. Список не включают информацию о компаниях, которые были исключены до 12 сентября 2007 года.
Монгольская фондовая биржа, основанная в 1991 году Улан-Баторе, Монголия, является самой маленькой фондовой биржей в мире по рыночной капитализации. Его перечисленных компаний рыночная капитализация составляла около 1 миллиарда долларов США в 2010 году на 336 листинговых компаний. Монгольская фондовая биржа является единственной фондовой биржей Монголии, на которой ежедневно идут торги по акциям около 350 монгольских эмитентов с общей капитализацией почти 448,3 миллиард тугриков (около 360,8 миллионов долларов США). В состав участников торгов МФБ входят около 45 организаций — профессиональных участников рынка ценных бумаг, клиентами которых являются более 400 тысяч инвесторов.
Биржа входит в Федерацию фондовых бирж Азии и Океании. Как акционерная компания имеет Наблюдательный совет и Совет директоров, а также в таких основных отделах как аналитическо-исследовательском, информационно-технологическом, финансово-хозяйственном, регистрационно-контрольном отделе, отделе по связям с общественностью, департаменте по управлению делами работают свыше 50 специалистов.

## Галерея
|                     |                                     |                                        |                      |            |                                              |
| Штаб-квартира BDSec | Штаб-квартира предприятия «Эрдэнэт» | Отвалы пустой породы и хвостохранилище | Корпорация «Эрдэнэт» | Оюу Толгой | Предприятие Эрдэнэт, карьер, 19 августа 2009 |